# Distrito de Sultanbeyli

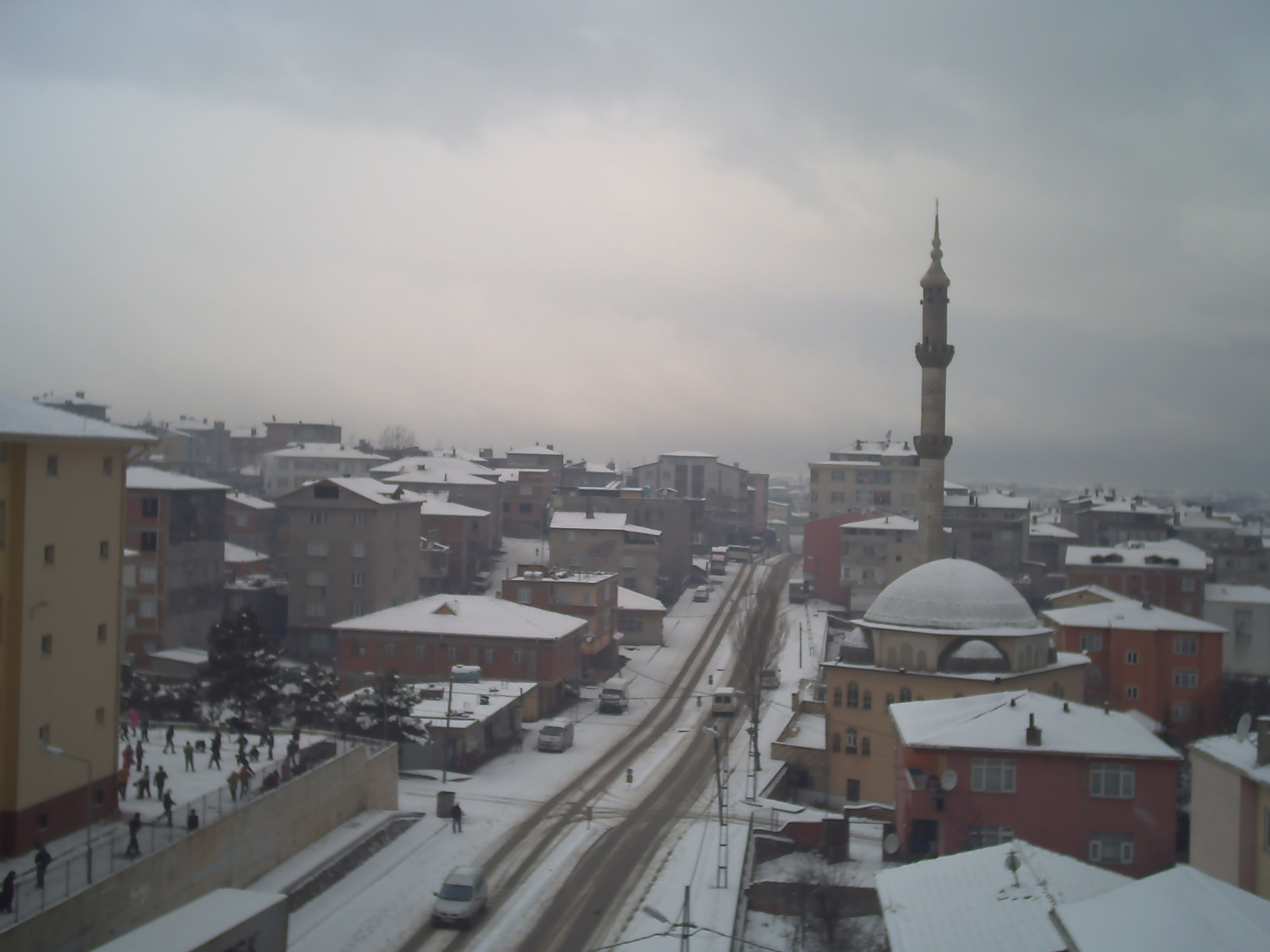
Sultanbeyli in winter

Sultanbeyli es un distrito de Estambul, Turquía, situado en la parte anatolia de la ciudad. Cuenta con una población de 282.026 habitantes (2008).

## Historia
Situado a las afueras de la ciudad, Sultanbeyli estaba compuesto de campos de cultivo hasta hace relativamente poco tiempo. En los años 1940 y 1950, las grandes propiedades de la época otomana se dividieron en pequeñas superficies para permitir el desarrollo de los asentamientos de migrantes de Bulgaria. Se creó una ciudad en los años 1950, a través de la cual pasaba una de las carreteras procedentes de Ankara.